# Potamogeton scoliophyllus
Potamogeton scoliophyllus är en nateväxtart som beskrevs av Hagstr. Potamogeton scoliophyllus ingår i släktet natar, och familjen nateväxter. Inga underarter finns listade.